# Camera obscura

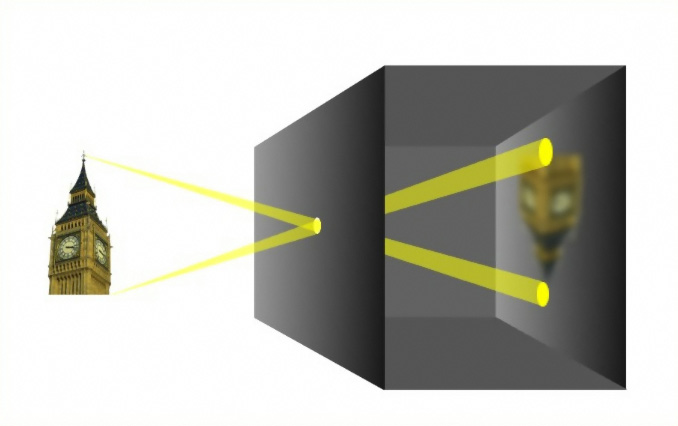
Funktionsweise einer Camera obscura

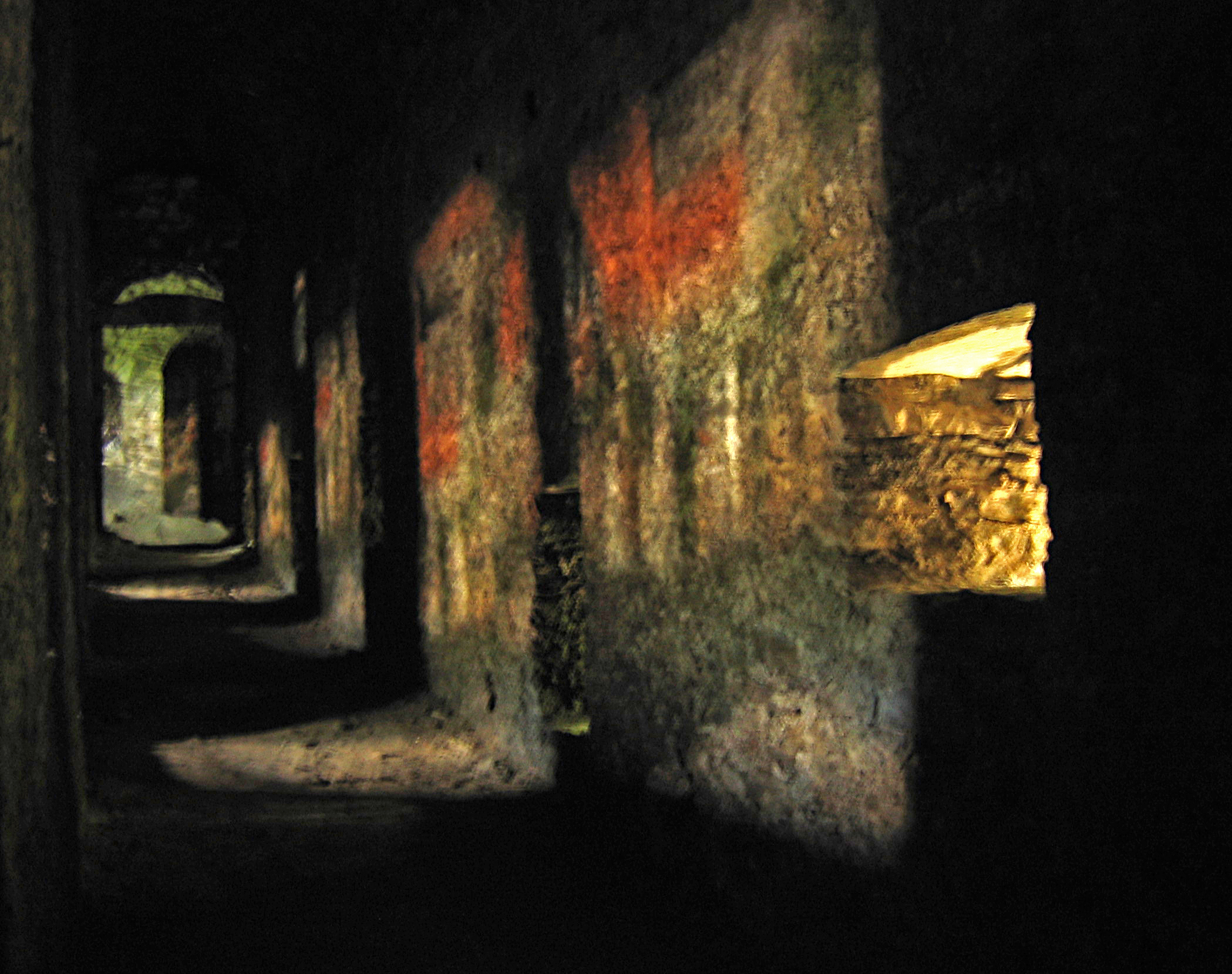
Projektion von Dächern und Baumkronen gegenüber einer Mauer mit Schießscharten auf eine Wand in Bellinzona

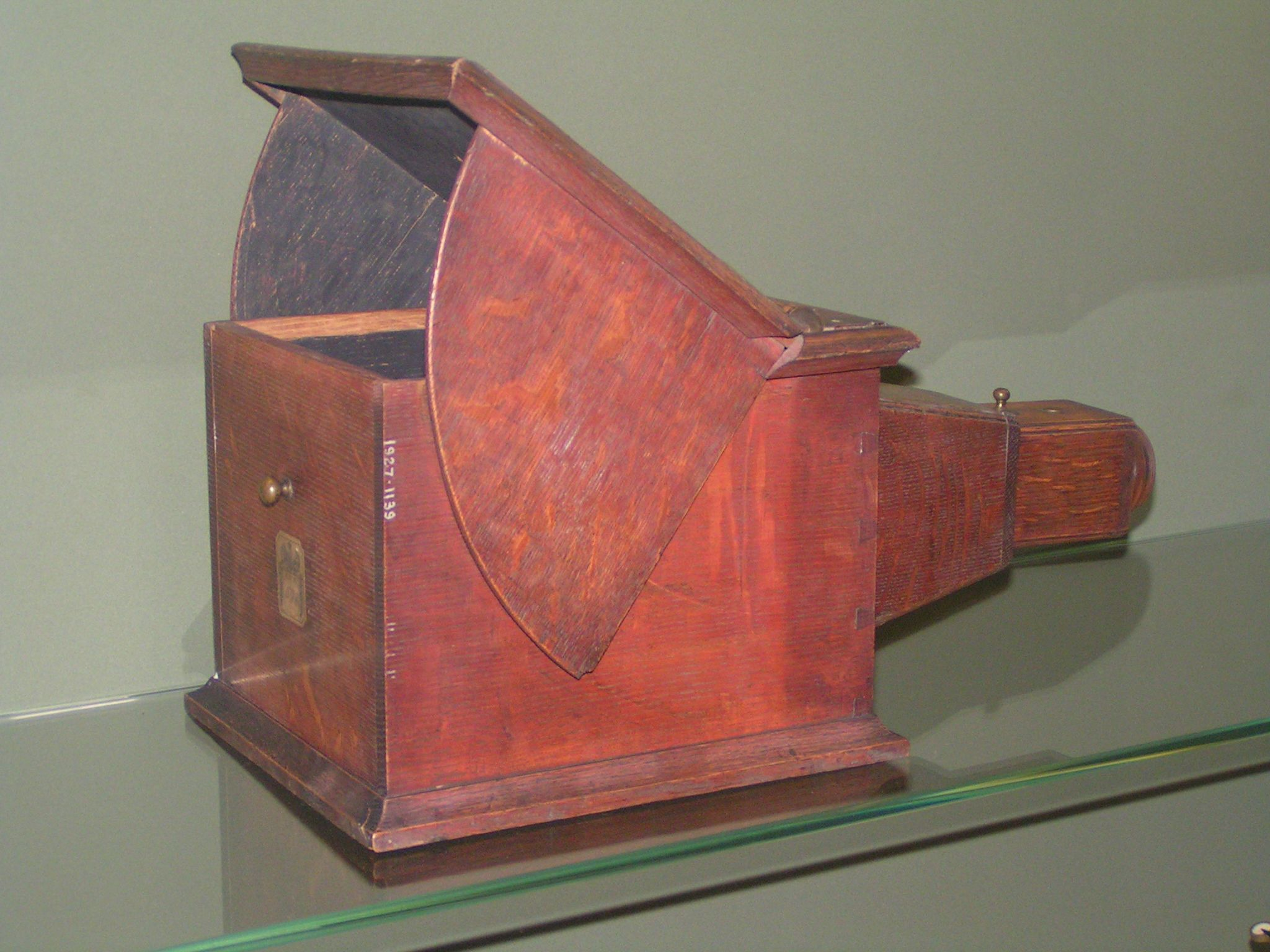
Diese Bauform der Camera obscura wurde im 18. Jahrhundert als Skizzierinstrument genutzt. Mit einem Blatt Papier auf der Glasscheibe konnte das betrachtete Objekt direkt kopiert werden.

Eine Camera obscura (lat. camera „Kammer“; obscura „dunkel“) ist ein dunkler Raum mit einem Loch in der Wand, die als Metapher für die menschliche Wahrnehmung und für die Herstellung von Bildern verwendet wird. Der Aufbau ähnelt einer Lochkamera, jedoch verfügt die Camera obscura über kein photographisches Medium und kann statt einem einfachen Loch auch über eine Linse oder ein einfaches Objektiv verfügen, mit denen Helligkeit und Bildschärfe erhöht werden. Die Camera obscura gilt als Vorläufer und ist Grundlage moderner Fotoapparate.
Während die technischen Prinzipien der Lochkamera bereits in der Antike bekannt waren, wurde die Nutzung des technischen Konzepts zur Herstellung von Bildern mit einer linearen Perspektive in Gemälden, Zeichnungen, Karten, architektonischen Umsetzungen und später auch Fotografien erst in der (bzw., vgl. Erwin Panofsky, den) Renaissance(n) der europäischen Kunst und der wissenschaftlichen Revolution der Neuzeit angewendet. Unter anderem nutzte Leonardo da Vinci die Camera obscura als Ebenbild des Auges, René Descartes für das Zusammenspiel von Auge und Bewusstsein und John Locke begann das Prinzip als Metapher des menschlichen Bewusstseins an sich zu benutzen. Diese moderne Verwendung der Camera obscura als „epistemische Maschine“ hatte wichtige Auswirkungen auf die Entwicklung des wissenschaftlichen Denkens. Nicht zuletzt benutzt Karl Marx’ Dialektischer Materialismus und dessen berühmter Anspruch, die hegelsche Dialektik vom Kopf auf die Füße stellen zu wollen (vgl. Die deutsche Ideologie 1845–46), den optischen Effekt als zentrale Metapher.

## Aufbau
Eine Camera obscura besteht aus einem lichtdichten Kasten oder Raum, in den durch ein schmales Loch das Licht einer beleuchteten Szene auf die gegenüberliegende Rückwand trifft. Auf der Rückwand entsteht dabei ein auf dem Kopf stehendes und seitenverkehrtes Bild dieser Szene. Das Bild ist lichtschwach und nur bei ausreichender Abdunklung gut zu sehen. Bei transparenter Rückwand kann man das Bild auch von außen betrachten, wenn man für ausreichende Abdunklung sorgt, indem man beispielsweise ein lichtundurchlässiges Tuch verwendet, das die Rückseite der Rückwand und den Kopf des Betrachters bedeckt.

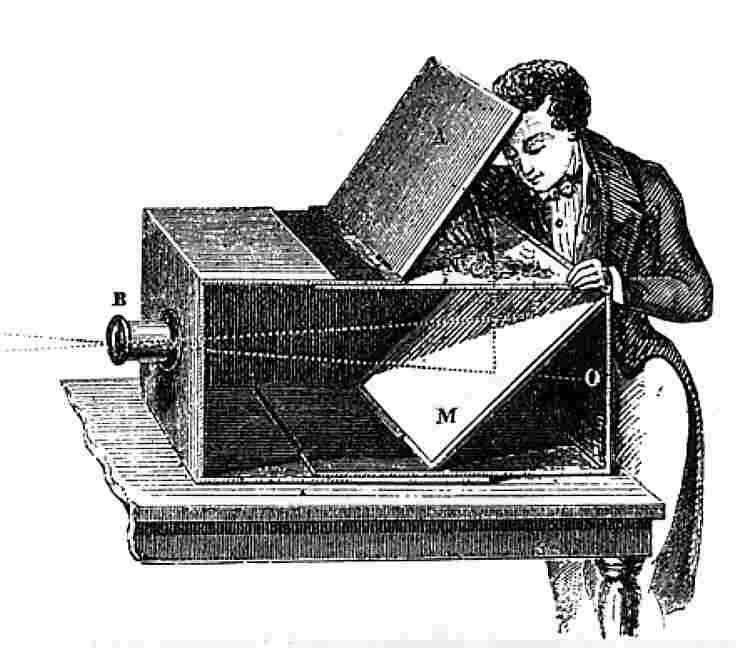
Kastenförmige Camera obscura
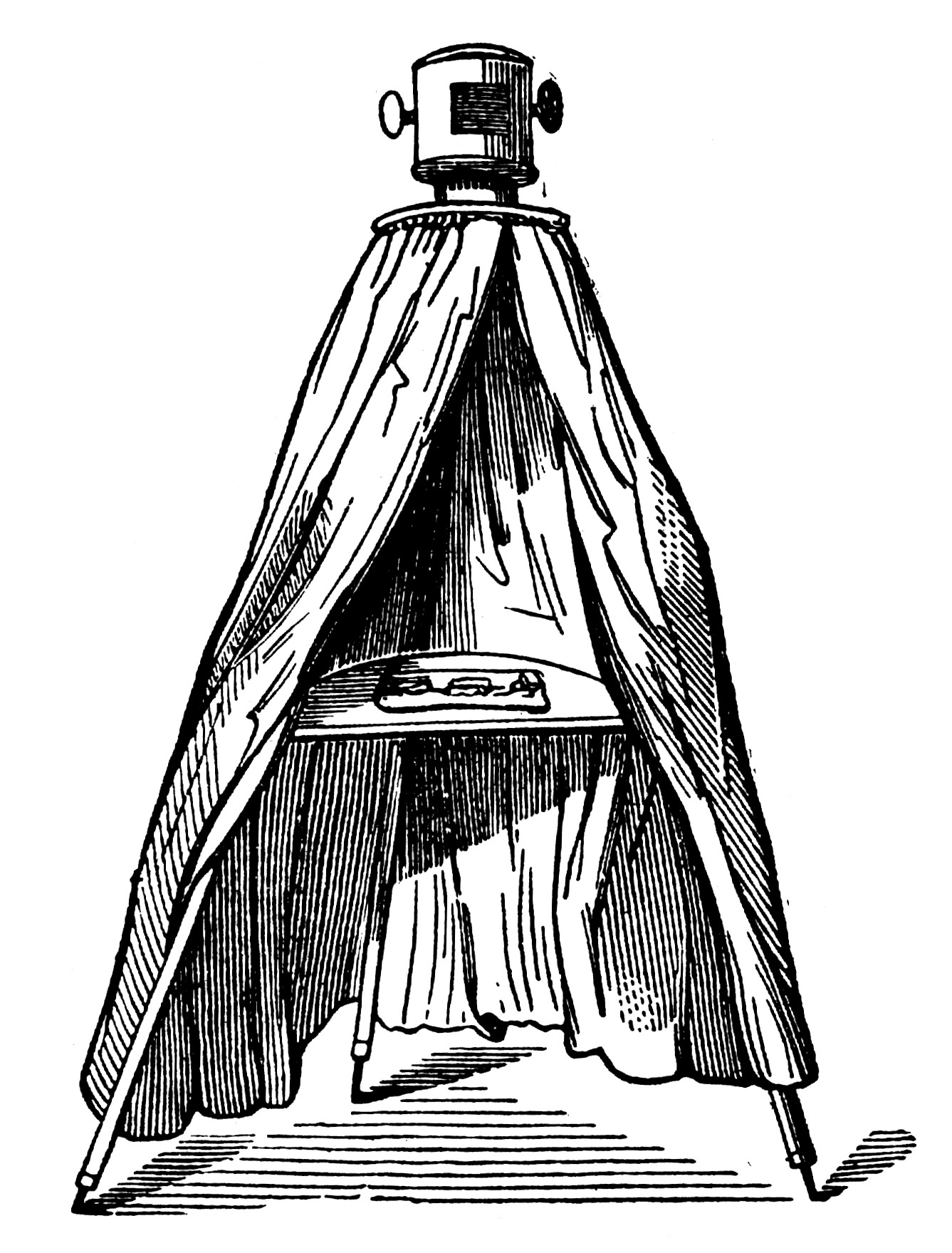
Zeltförmige Camera obscura
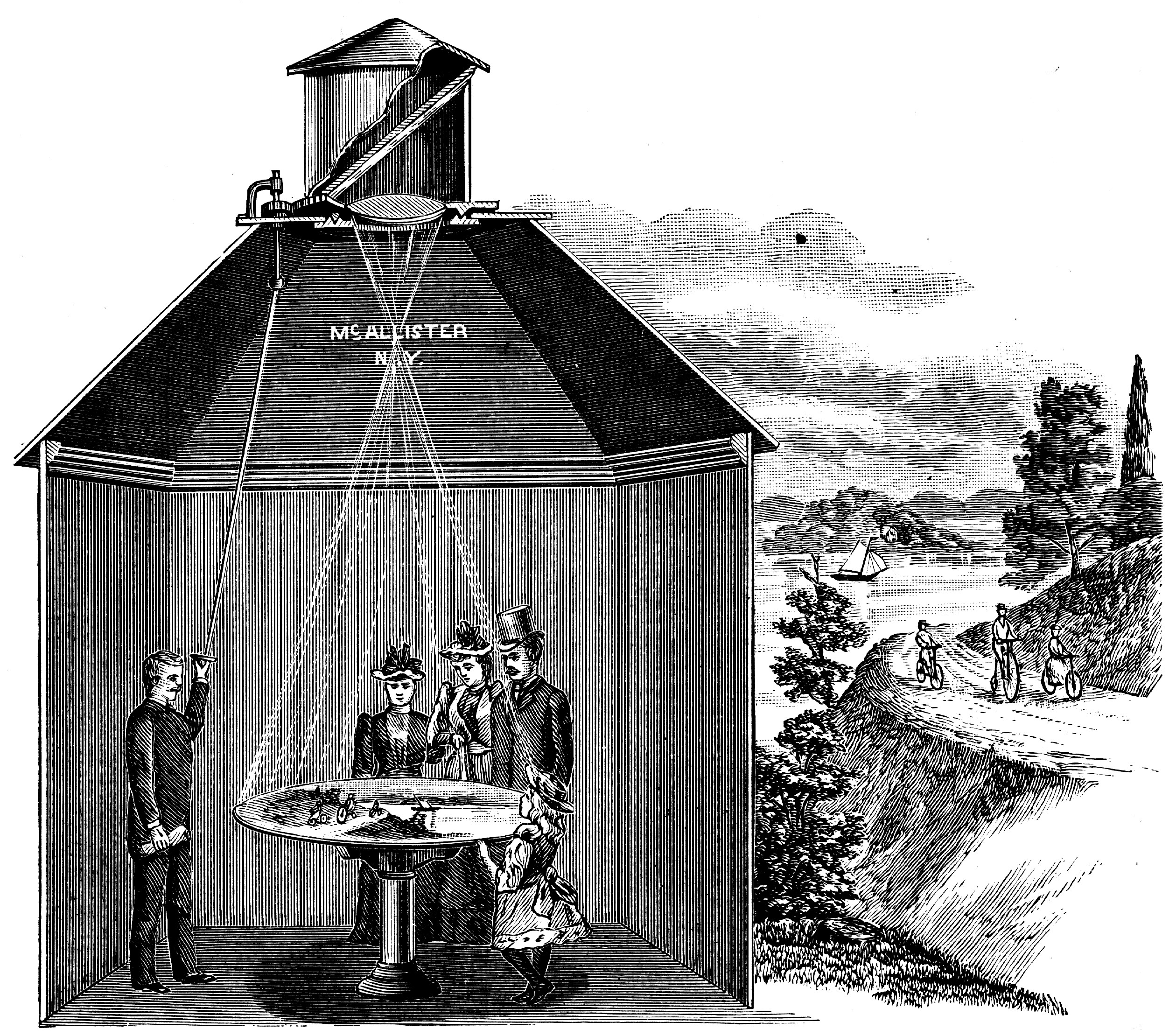
Hüttenförmige Camera obscura

## Funktionsweise
Fällt Licht durch ein kleines Loch in einen ansonsten lichtdichten Hohlkörper, so wird in ihm ein seitenverkehrtes und auf dem Kopf stehendes Bild, eine Projektion des Außenraumes, erzeugt. Die Schemazeichnung rechts oben zeigt exemplarisch zwei Strahlenbündel, die von zwei Punkten eines Gegenstands in das Loch eintreten. Der kleine Durchmesser der Blende beschränkt die Bündel auf einen kleinen Öffnungswinkel und verhindert die vollständige Überlappung der Lichtstrahlen. Strahlen vom oberen Bereich eines Gegenstands fallen auf den unteren Rand der Projektionsfläche, Strahlen vom unteren Bereich werden nach oben weitergeleitet. Jeder Punkt des Gegenstands wird als Scheibchen auf der Projektionsfläche abgebildet. Die Überlagerung der Scheibchenbilder erzeugt ein verzeichnungsfreies Bild. Mathematisch ausgedrückt ist das Bild das Ergebnis einer Faltung aus idealer Abbildung des Gegenstands mit der Blendenfläche.

### Abbildungsgeometrie einer Sammellinse
Bezeichnet G die Gegenstandshöhe (= tatsächliche Größe des betrachteten Gegenstandes), g die Gegenstandsweite (= Abstand des Gegenstandes von der Linse), b die Bildweite (= Abstand von der Lochscheibe zur Mattscheibe) und B die Bildhöhe (= Höhe des erzeugten Bildes auf der Mattscheibe), so gilt:
(1) {\displaystyle {\frac {B}{G}}={\frac {b}{g}}}
Gleichung (1) ist aus der geometrischen Optik auch als 1. Linsengleichung bekannt. Zur mathematischen Herleitung wird auf den Strahlensatz in der Geometrie verwiesen. Die Bildgröße hängt also nur von den Abständen ab, nicht jedoch von der Blendengröße bzw. Lochgröße.

## Geschichte

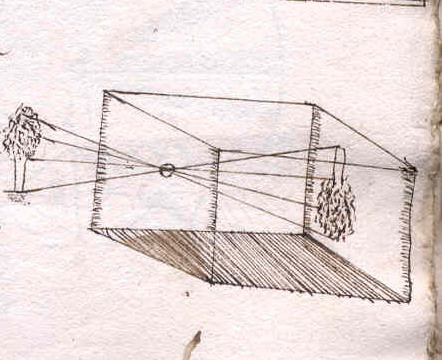
Camera obscura. Federzeichnung am Rand eines Vorlesungsmanuskripts über die Principia Optices; 17. Jahrhundert

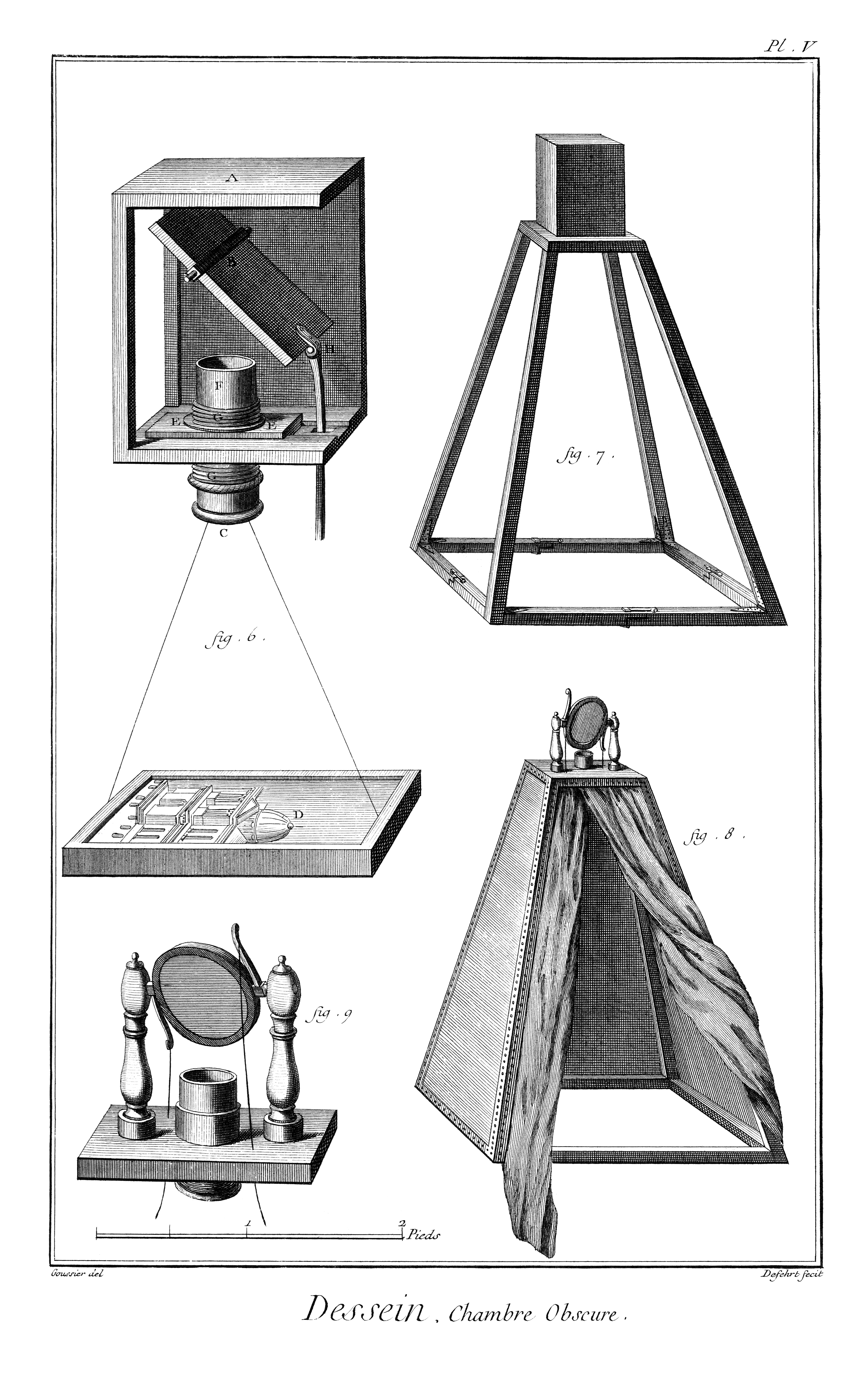
Camera obscura

Das Prinzip erkannte bereits Aristoteles (384–322 v. Chr.) im 4. Jahrhundert v. Chr. In der apokryphen Schrift Problemata physica wurde zum ersten Mal die Erzeugung eines auf dem Kopf stehenden Bildes beschrieben, wenn das Licht durch ein kleines Loch in einen dunklen Raum fällt.
Erste Versuche mit einer Lochkamera hat der Araber Alhazen bereits um 980 angestellt. Er hatte bereits den optischen Effekt und eine modern anmutende Theorie der Lichtbrechung entwickelt, war aber nicht an der Produktion von Bildern von Individuen interessiert. Er lebte zudem in einer Gesellschaft, die (vgl. Bilderverbot im Islam) der Bilderproduktion feindlich gegenübergestellt war. Europäische Künstler und Philosophen begannen, die technischen Erkenntnisse Alhazens in neuen Rahmenwerken mit deutlich erweiterter epistemischer Relevanz zu nutzen.
Vom Ende des 13. Jahrhunderts an wurde die Camera obscura von Astronomen zur Beobachtung von Sonnenflecken und Sonnenfinsternissen benutzt, um nicht mit bloßem Auge in das helle Licht der Sonne blicken zu müssen. Roger Bacon (1214–1292 oder 1294) baute für Sonnenbeobachtungen die ersten Apparate in Form einer Camera obscura.
Ähnliche Versuche hat wahrscheinlich Filippo Brunelleschi (1377–1446) bei seiner Anwendung der Zentralperspektive angestellt.
Leonardo da Vinci (1452–1519) untersuchte den Strahlengang und stellte fest, dass dieses Prinzip in der Natur beim Auge wiederzufinden ist.
Nachdem es im Mittelalter gelang, Linsen zu schleifen, ersetzte man das kleine Loch durch eine größere Linse. Diese verbesserte Kamera beschrieb 1569 der Venezianer Daniele Barbaro in seinem Werk La pratica della perspettiva und Giambattista della Porta (1563–1615) in seiner Magia Naturalis. Ein solches Gerät scheint auch Johannes Kepler (1571–1630) bekannt gewesen zu sein.

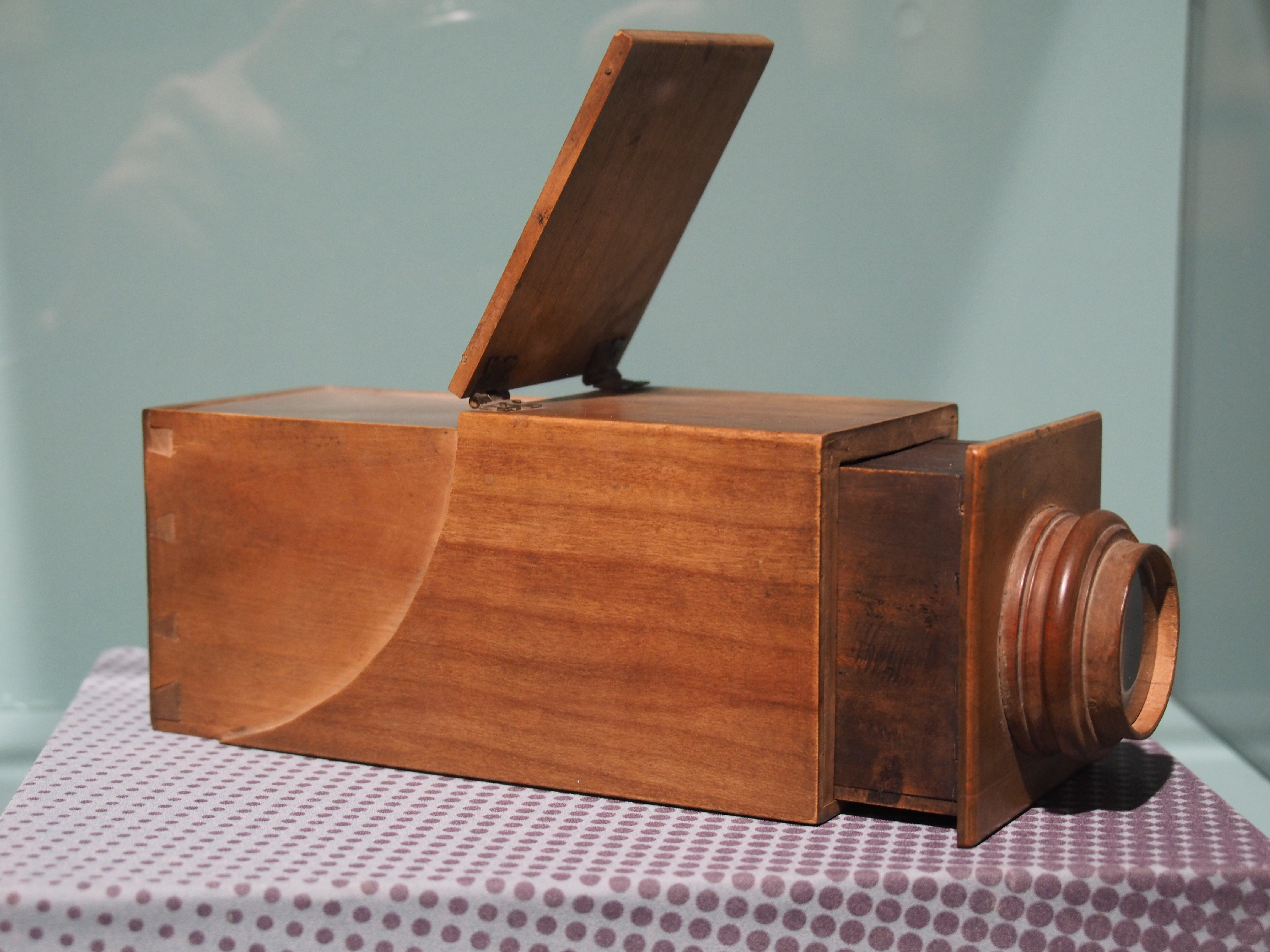
Goethes tragbare Camera obscura, um 1800

Im Jahre 1686 konstruierte Johann Zahn eine transportable Camera obscura. Ein Spiegel, der im Winkel von 45 Grad zur optischen Achse der Linse im Inneren der Kamera angebracht war, reflektierte das Bild nach oben auf eine Mattscheibe, die beim Transport durch einen aufklappbaren Deckel geschützt werden konnte. Von der Mattscheibe konnte das Bild bequem abgezeichnet werden. Das Bild konnte durch einen rechteckigen Auszug scharf gestellt werden. Die Camera obscura wurde von Malern vor der Fotografie gern als Zeichenhilfe genutzt. Man konnte in ihr die Landschaft auf Papier abmalen und dabei alle Proportionen richtig wiedergeben. Bekanntestes Beispiel ist der Maler Canaletto mit seinen berühmten Gemälden von Dresden und Warschau. Ein Gerät gleicher Bauart benutzte auch Johann Wolfgang von Goethe auf seinen Reisen.
Bereits die 1929 erschienene Encyclopedia Britannica enthielt einen großen Artikel über die Camera obscura und zitierte Leon Battista Alberti als ersten schriftlich nachgewiesenen Nutzer 1437. Zu Beginn des 19. Jahrhunderts wurde die Camera lucida immer beliebter und löste die Camera obscura als Zeichenhilfe weitgehend ab.
1826 gelang es Joseph Nicéphore Niépce mit einer Camera obscura im Heliografie-Verfahren die erste bekannte und bis heute erhaltene Fotografie La cour du domaine du Gras zu erzeugen.
2001 kam es in den USA anhand der sogenannten Hockney-Falco-These zu einer wissenschaftlichen Kontroverse um die Camera obscura und die Nutzung technologischer Mittel in der Renaissance und dem späten Mittelalter. Der Maler David Hockney und der Physiker Charles M. Falco behaupteten dabei, sie hätten die Nutzung von technologisch aufwändigen optischen Werkzeugen wie der Camera obscura bei den Alten Meistern nachgewiesen und stießen auf Widerstand bei Kunsthistorikern wie Physikern, die dies aus verschiedenen Gründen für unmöglich hielten. Der Hype um die These ignorierte die bereits im 19. Jahrhundert verfestigte These von einer weitverbreiteten Nutzung der entsprechenden Hilfsmittel und die zugehörige alte wissenschaftliche Literatur.

## Bekannte begehbare Camerae obscurae
- Deutschland:

Camera Obscura auf dem Berg Oybin bei Zittau

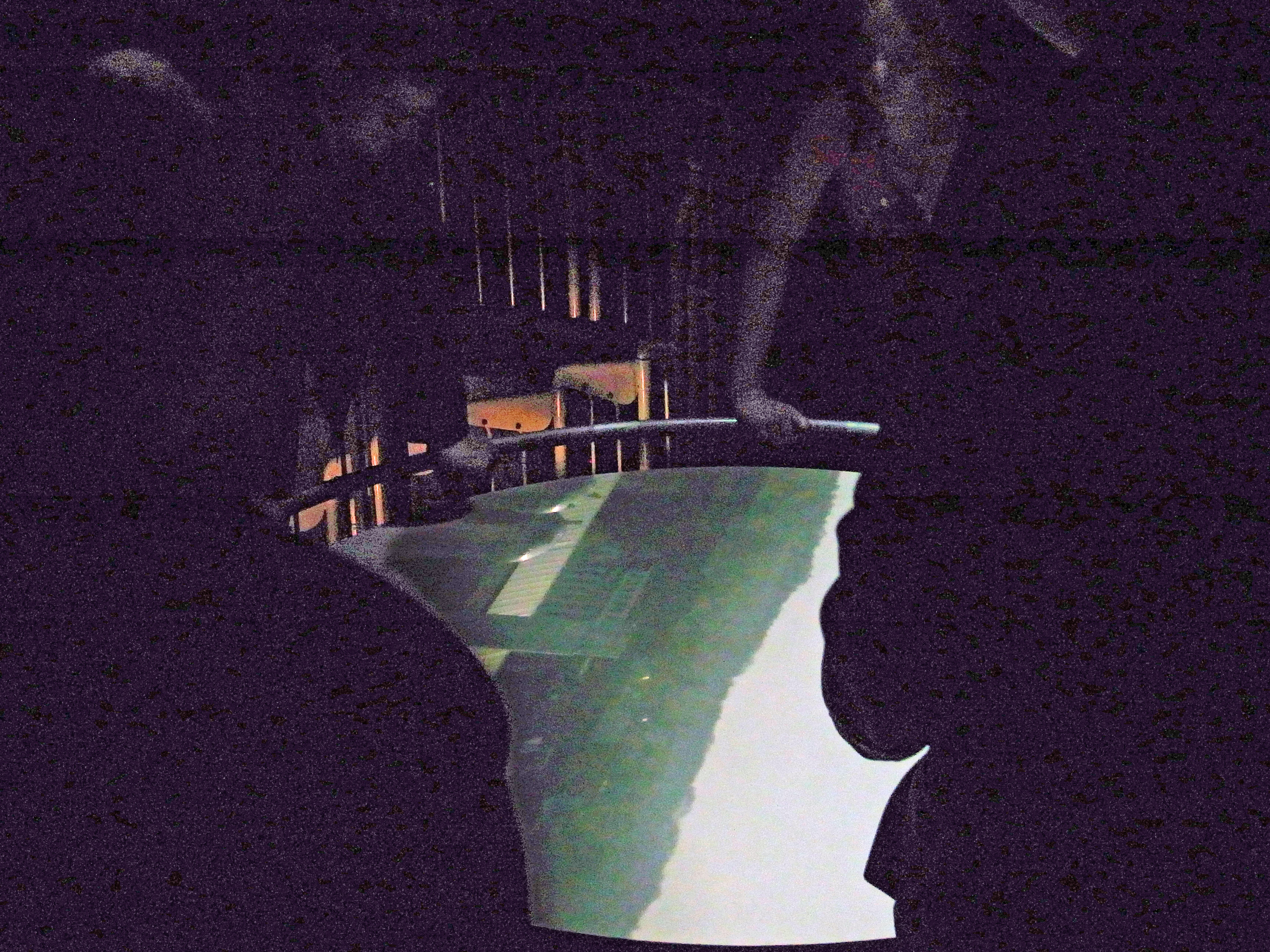
Betrachter in der Camera obscura in Mülheim an der Ruhr

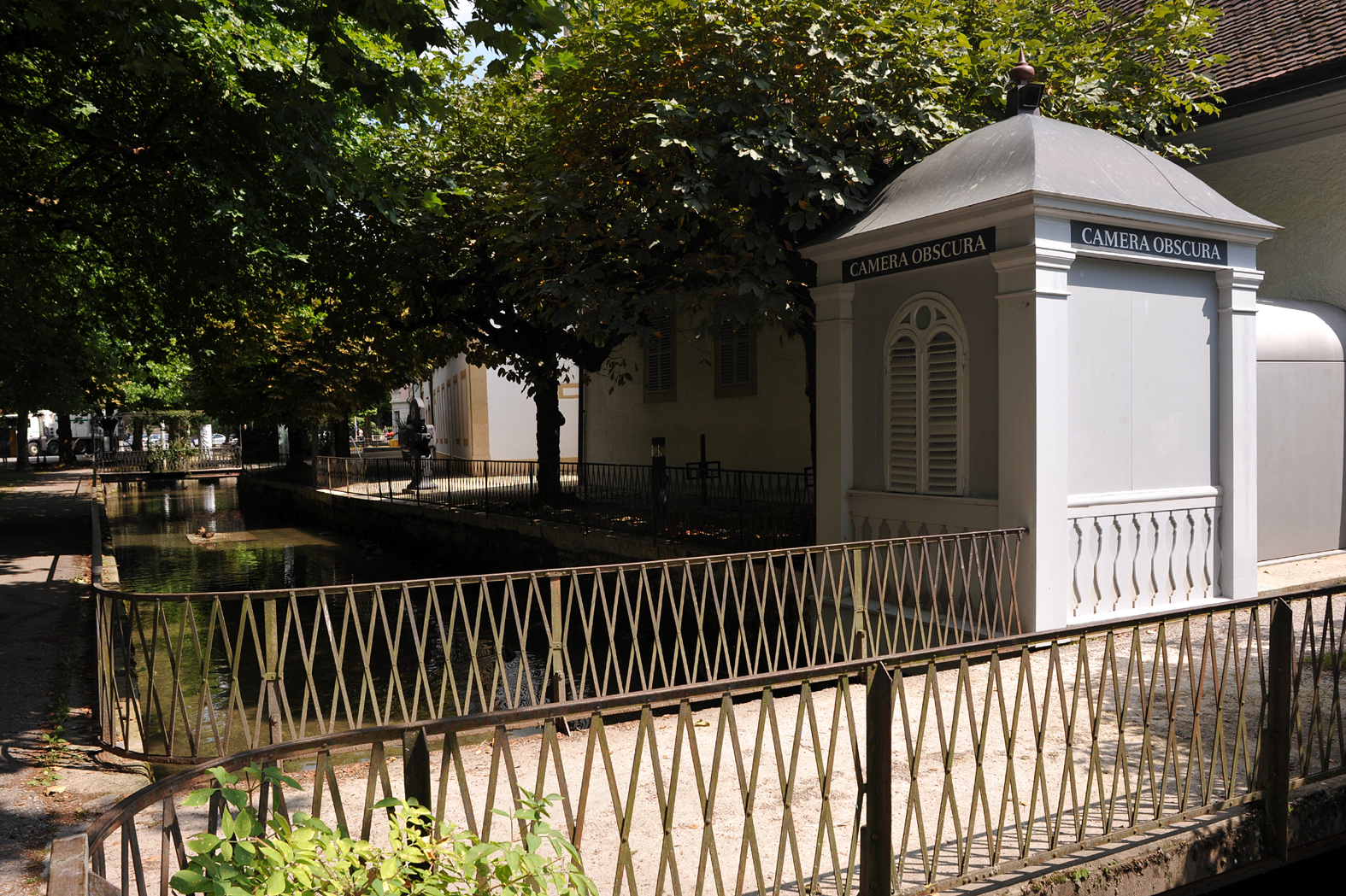
Von innen begehbare Camera obscura im Neuen Museum Biel

Camera obscura Dresden in den Technischen Sammlungen

Camera obscura Dresden: Projektion der Dornblüthstraße

  - Camera obscura mit 3 Blickachsen (horizontal) im Limpsturm/Lichtturm in Arnsberg im Sauerland (eröffnet am 10. August 2012)[12]
  - Camera obscura („Third Breath“) von James Turrell mit Blick in den Himmel im Zentrum für Internationale Lichtkunst Unna.(2009)
  - Camera obscura auf dem Berg Oybin bei Zittau, erbaut 1852, erneuert 1980–83, 360°-Rundumblick, Besonderheit: Projektionsleinwand ist das Dach eines Trabant.
  - Camera obscura in Hainichen[13] bei Freiberg, erbaut 1883, erneuert 1985
  - Camera obscura im Museum zur Vorgeschichte des Films in Mülheim an der Ruhr 1992
  - Camera obscura im Deutschen Filmmuseum in Frankfurt am Main
  - Camera obscura in Stade, Niedersachsen, erbaut 2008[14]
  - Camera obscura in Dresden in den Technischen Sammlungen Dresden
  - Camera obscura in Ingolstadt (im Neuen Rathaus)
  - Camera obscura in Biberach an der Riß im Jordanbad (in der Sinnwelt)
  - Camera obscura in Hamburg am Altonaer Balkon (mit Blick auf die Köhlbrandbrücke Hamburger Hafen)
  - Camera obscura in Marburg, Hessen, erbaut 2002, vor dem Landgrafenschloss mit Rundumblick über Marburg[15]
  - Camera obscura in Dennenlohe, Bayern, erbaut 2006, im Schlosspark Dennenlohe mit Rundumblick über den 16 Hektar großen Landschaftspark
  - Camera obscura in Straubing, Abbildung des Bereichs vor der Tür des Stadtturm an der Decke hinter der Tür, Grundsteinlegung 1316

- Österreich:
  - Camera obscura in Spitz, Niederösterreich, auf der Donaufähre/„Rollfähre“ (Kunstobjekt des isländischen Künstlers Olafur Eliasson)

- Polen:
  - Camera obscura in Bielawa Dolna (Gemeinde Pieńsk) östlich der Lausitzer Neiße, erbaut 2017, Teil des grenzübergreifenden Objekt-Ensembles Die geheime Welt von Turisede (ehemals Kulturinsel Einsiedel, Zentendorf)[16]

- Portugal:
  - Camera obscura in Lissabon, Portugal (in der Festung oberhalb der Stadt)
  - Camera obscura in Tavira

- Schweiz:
  - Camera obscura in Biel/Bienne
  - Camera obscura im Salz- und Kiessilo Berninapass als hochgelegene begehbare dunkle Kammer[17]

- Spanien:
  - Camera obscura in Cádiz (im Torre Tavira)
  - Camera obscura in Jerez de la Frontera (im Alcázar)
  - Camera obscura in Tudela (im Torre Monreal)
  - Camera obscura in Sevilla (im Torre de los Perdigones)

- Ungarn:
  - Camera obscura in Eger (Damit wurden bereits 1552 die anstürmenden Türken beobachtet.)
  - Camera obscura in der Budapester Universität
- Vereinigtes Königreich:
  - Camera obscura im Clifton Observatorium in Bristol, erbaut 1828[18]
  - Camera obscura in Aberystwyth in Wales, erbaut 1880[19] (auf Constitution Hill)
  - Camera obscura in Brighton, erbaut 1991[20] (im Foredown Tower)
  - Camera obscura in Douglas in der Insel Man, eröffnet 2005[21]
  - Camera obscura im Dumfries Museum in Schottland, erbaut 1836[22]
  - Camera obscura in Edinburgh, erbaut 1835[23] (im Camera Obscura and World of Illusions)
  - Camera obscura in Greenwich (London), erbaut 1994[24] (im Royal Greenwich Observatory)
  - Camera obscura in Kirriemuir in Schottland, erbaut 1930[25] (im Barrie Pavilion)
  - Camera obscura in Llandudno (Wales), eröffnet 2010
  - Tragbare Camera obscura, die Willett's Amazing Camera Obscura heißt, in Pontypridd in Wales, erbaut 1999[26]

- Vereinigte Staaten:
  - Camera obscura in San Francisco

- weitere Länder:
  - Camera obscura in Biel, Schweiz (als Teil der Cinécollection Piasio im Museum Neuhaus)
  - Camera obscura in der Moskauer Lomonossow-Universität
  - Camera obscura Building in Ägina in Griechenland, erbaut 2003, 360°-Rundumblick*
  - Camera obscura in Makhanda, Südafrika
  - Camera obscura in Havanna, Kuba (an der Plaza Vieja)
  - Camera obscura in Hampi, Karnataka, Indien (Virupaksha-Tempel).

### Deutschsprachig
- Olaf Breidbach, Kerrin Klinger, Matthias Müller: Camera Obscura. Die Dunkelkammer in ihrer historischen Entwicklung. Stuttgart, Franz Steiner, 2013, ISBN 978-3-515-10005-2
- Franz Daxecker: Christoph Scheiner und die Camera obscura. In: Acta Historica Astronomiae 28, Beiträge zur Astronomiegeschichte, Bd. 8 (2006), S. 37–42
- Bodo von Dewitz, Werner Nekes (Hrsg.): Ich sehe was, was du nicht siehst – Sehmaschinen und Bilderwelten. Steidl, Göttingen 2002, ISBN 3-88243-856-8
- Willem Jacob ’s Gravesande: Verwendung der dunklen Kammer für das Zeichnen. In: Sarah Kofman: Camera obscura. Von der Ideologie. Herausgegeben und aus dem Französischen übersetzt von Marco Gutjahr. Turia + Kant, Wien / Berlin, 2014, ISBN 978-3-85132-744-1, S. 91–123.
- Fritz Hansen: Chronica der Camera obscura. Berlin 1933
- Tobias Kaufhold: Camera Obscura: Museum zur Vorgeschichte des Films. Klartext, Essen 2006, ISBN 3-89861-661-4
- David Knowles: Die Geheimnisse der Camera obscura. Roman. Heyne, München, 1996, ISBN 3-453-10838-8
- Jens Lohwieser, Marcus Kaiser: + z.T. Garten – Die Stadt in der Hütte. Camera-Obscura-Installation auf dem Gelände des Nordbahnhofes in Berlin. Ernst-Moritz-Arndt-Universität Greifswald, ISBN 3-86006-228-X
- Karen Stuke: „Die Trilogie der schönen Zeit, oder: Warten macht mir nichts aus!“ Camera obscura-Fotografie. Texte von Andreas Beaugrand und Gottfried Jäger. Edition Beaugrand Kulturkonzepte beim Verlag für Druckgrafik Hans Gieselmann, Bielefeld 2007, ISBN 978-3-923830-63-3
- Burkhard Walther, Przemek Zajfert: Camera Obscura Heidelberg. Schwarz-weiss Fotografien und Texte. Historische und zeitgenössische Texte. edition merid, Stuttgart, 2006, ISBN 3-9810820-0-1

### Englischsprachig
- Marcus Kaiser: Wall Views - The Monument as Medium extra verlag, Berlin 2009, ISBN 978-3-938370-38-4
- Hans Knuchel: Camera Obscura Lars Mueller Edition, Baden 1992, ISBN 3-906700-49-6
- Eric Renner: Pinhole Photography: Rediscovering a Historic Technique, (Second edition, 1999), Focal Press, Butterworth-Heinemann, Newton, MA, USA ISBN 0-240-80350-7
- Jim Shull: The Hole Thing. A Manual of Pinhole Photography, Morgan & Morgan, Inc., New York 1974, ISBN 0-87100-047-4
- Lauren Smith: The Visionary Pinhole, Gibbs M. Smith, Inc., Peregrine Smith Books, Salt Lake City, 1985, ISBN 0-87905-206-6
- Philip Steadman: Vermeer's Camera, Oxford 2001, ISBN 0-19-280302-6
- Adam Fuss: Pinhole Photographs (Smithsonian Photographers at Work), Smithsonian Institution Press ISBN 1-56098-622-0
- Thomas Harding: One Room Schoolhouses of Arkansas as Seen through a Pinhole, University of Arkansas Press, ISBN 1-55728-271-4, ISBN 1-55728-272-2
- Eric Renner, Center For Contemporary Arts Staff (Editor): International Pinhole Photography Exhibition, Center for Contemporary Arts of Santa Fe, ISBN 0-929762-01-0
- Lauren Smith, Pinhole Vision I and II, LBS Produc ISBN 0-9607796-0-4
- Ype Limburg: Camera Obscura Fotografie-Gallery Rhomberg Innsbruck Austria 2011–28 cm × 29 cm Hardcover-thread bond-64 Pages-Text Dr. Veronika Berti-German and English-ISBN 978-3-200-02128-0